# حسين الشكر
حسين راشد الشكر (5 فبراير 1985) لاعب كرة قدم بحريني يلعب حاليا لصالح نادي الدرجة الأولى البحرين البحريني في مركز الوسط المحوري من 2016 كما يجيد اللعب في مركز الوسط المدافع.

## الإنجازات
- الدرجة الأولى (1): 2010
- كأس الاتحاد البحريني (2): 2007، 2016